# 駅起稲
駅起稲（えききとう）とは、古代日本において駅を維持・運営するために必要とされた経費の財源となる稲のこと。駅起稲は大宝律令における名称とされ、養老律令において駅稲（えきとう）と呼ばれたとされているが、問題点もある。

## 概要
駅にはその規模によって駅起田が設置され、駅戸によって耕作されていた。駅起稲はその収穫物であり、通常は駅家に付属したとみられる倉庫に保管されて出挙として運用され、駅使の食事や駅馬の買い替え費用などに充てられていた。駅起稲の出納に関しては、国司が毎年駅起稲帳を作成して報告を行った。天平11年（739年）の官稲混合によって正税に統合された。その後施行された養老律令によって駅稲の規定があることから、駅稲が復活したとする見方とそもそも養老律令本文の編纂は官稲混合以前の養老年間に行われたものでその後の制度変更は反映されておらず単なる空文であったとする見方がある。